# C/N比
C/N比（シーエヌひ、Carbon to nitrogen ratio）とは、有機物などに含まれている炭素 (C) 量と窒素 (N) 量の比率（質量比）。炭素率ともいう。
たとえば、ある有機物に炭素100グラム、窒素10グラムが含まれている場合、この有機物のC/N比は10である（10倍）。

## C/N比の作物への影響
平均的な畑地土壌のC/N比は12前後とされる。C/N比はおおむね20を境として、それより小さい（つまり窒素が多い）と、微生物による有機物分解の際に窒素が放出され（無機化）、C/N比が大きいと反対に土の中の窒素が微生物に取り込まれる（有機化）といわれている。そのため、C/N比の大きな有機物を土に施すと、窒素が微生物に取り込まれ、作物の利用できる窒素が少なくなって窒素飢餓に陥る。これは、土壌中にアゾトバクターなどの窒素固定微生物が増えるにつれて起こりにくくなっていく。

## さまざまな有機物のC/N比
| 有機物             | C/N比      |
| ------------------ | ---------- |
| 稲わら             | 60         |
| もみ殻             | 75         |
| 米ぬか             | 23         |
| 小麦わら           | 90         |
| 広葉樹落葉         | 50 - 120   |
| 針葉樹落葉         | 20 - 60    |
| マメ科植物         | 10 - 17    |
| 樹皮               | 100 - 1300 |
| おがくず           | 134 - 1064 |
| 剪定枝             | 70         |
| 十分に生長した雑草 | 50         |
| ピートモス         | 52         |
| 竹                 | 280        |
| 椰子繊維           | 48         |
| 牛糞               | 16         |
| 豚糞               | 11         |
| 鶏糞               | 7          |
| おから             | 11         |
| コーヒー粕         | 23         |
| 油粕               | 7          |
| 茶粕               | 12         |
| ビール粕           | 11         |
| 焼酎粕             | 12         |
| 光合成細菌         | 80         |
| カビ               | 13         |
| 糸状菌             | 9          |
| 細菌・放線菌       | 5          |